# Весково (Падова)
Весково је насеље у Италији у округу Падова, региону Венето.
Према процени из 2011. у насељу је живело 112 становника. Насеље се налази на надморској висини од 4 м.